# Historia de jóvenes
Historia de jóvenes fue una serie de televisión que se transmitió por el Canal 7 de Buenos Aires, que era el único en ese momento, en 1959, cuyo tema, indicado en el título, era inusual en la dramaturgia argentina. Estaba dirigido por David Stivel, el director de cámaras era Alberto Moneo, los intérpretes eran actores jóvenes provenientes del teatro independiente y los guionistas fueron figuras importantes del teatro argentino primero y del cine después.

## Características generales
El programa se transmitía con la inusual frecuencia de dos veces por semana (lunes y jueves a las 18 horas) y comprendió 19 episodios. Los libretistas eran Andrés Lizarraga, Osvaldo Dragún y Roberto Cossa a los que luego se agregó Dalmiro Sáenz. Los actores, que provenían del teatro independiente y tuvieron también participación en la renovación del cine de esos años, fueron figuras como Norma Aleandro, Emilio Alfaro, Luis Medina Castro, Nélida Lobato, Jorge Rivera López, Héctor Pellegrini, Susana Rinaldi y Violeta Antier, entre otros.
Con este programa el director David Stivel debutaba como director en televisión; se había iniciado en el teatro independiente donde dirigía el llamado Grupo de los Cuatro integrado por los actores Olga Berg, Luis Medina Castro, Norma Aleandro y Juan Carlos Galván y había ingresado en el teatro profesional en 1957 con la puesta de la obra El zoo de cristal de Tennessee Williams en el Teatro Ateneo de la ciudad de Buenos Aires.
Además de los nombrados actuaron también Gloria Raines, Emilio Disi, Eber Lobato, Cunny Vera, Selva Alemán, María Rosa Gallo, Bárbara Mujica, Ámbar La Fox y Menchu Quesada. La producción estaba a cargo de Marcelo Simonetti.

## Comentario
El director de cámaras Alberto Moneo declaró años después:

Fue un ciclo más importante de lo que hoy se piensa...Nosotros no copiamos de nadie. La gente tenía en esos días una necesidad de expresarse, de hacer cosas...No eran solo jóvenes de clase media. Generalmente había problemas que perfilaban todas las clases sociales, desde pobres, gente que estudiaba, el tipo bien, no había una tendencia hacia una clase social. Era la vida. Eso era lo lindo...Yo no lo conocía a David (Stivel). No tuvimos un sí ni un no. Yo recibía el libro, le daba la planta, David hacía la puesta sobre la planta y después ensayábamos y realizábamos. Nunca le dije tenés que hacer esto o aquello, ni tampoco él a mí"